# Cleone di Gordiucome
Cleone di Gordiucome o Cleone il miso (greco: Κλέων; ...) fu un re-brigante dell'Asia minore.
Si creò una reputazione con furti e saccheggi nella zona dell'Olimpo della Misia, occupando per lungo tempo la fortezza che gli antichi geografi chiamavano Callydium (Strabone) o Calydnium (Eustazio).
Cercò, all'inizio, il favore di Marco Antonio, che gli concesse molte terre in cambio di aiuto. Nel 40 a. C. le forze di Cleone prostrarono una falange d'invasione dei Parti guidati da Labieno.
Nel 31 a. C., all'incirca al tempo della Battaglia di Azio, il brigante passò dalla parte di Augusto. In cambio dei servizi resi nella guerra contro Marco Antonio, l'imperatore nominò Cleone sacerdote della dea
Bellona nella città-santuario di Comana di Cappadocia, e quindi, sovrano del territorio circostante. Cleone aggiunse quello che gli era stato donato da Augusto a ciò che aveva ricevuto da Marco Antonio e si atteggiò a re, sotto l'imperatore, fondò la città di Giuliopoli dalla sua città natale Gordiucome. Strabone menziona che Cleone fosse uno dei sacerdoti di Giove Abretano e sovrano della Morena, una regione della Misia di cui nessun altro scrisse.
Il regno di Cleone fu fallimentare e estremamente breve, l'uomo morì appena un mese dopo la sua nomina. Nei resoconti dei suoi contemporanei, è scritto che la morte sopraggiunse poiché aveva ignorato il tabù di mangiare carne di maiale all'interno del tempio di Bellona.
C'è qualche resoconto che Cleone fosse succeduto a Licomede di Comana come sovrano, dopo il brevissimo regno di Medeio. Strabone suggerisce che Medeio e Cleone fossero nomi differenti per la stessa persona, il primo quello greco e il secondo quello di nascita. In ogni caso, dopo Cleone, il trono passo a Dyteutus.